# Kātib
Il kātib (in arabo ﻛﺎﺗﺐ‎?, plur. in arabo كتَّاب‎?, kuttāb letteralmente "scriba, scrittore") era l'amministratore musulmano che aveva il compito di compilare gli atti amministrativi, durante il periodo classico.
Poteva essere uno scriba, un segretario o qualsiasi amministratore che avesse ricevuto l'incarico di vergare per iscritto sui registri (dafātir) gli atti amministrativi di una entità istituzionale musulmana nel periodo classico, che poi si conservavano nel dīwān (gli archivi in cui si raccoglievano in età classica islamica gli atti burocratici). I kuttāb che misero per iscritto le rivelazioni coraniche esplicitate da Maometto furono diversi: tra essi si possono ricordare, a puro titolo esemplificativo,  Zayd b. Thabit, ʿAbd Allāh b. Saʿd b. Abī Sarḥ o Muʿāwiya b. Abī Sufyān.
Il termine non va confuso con khaṭīb, che identifica invece l'incaricato di pronunciare nella moschea la khuṭba nel corso della preghiera della ṣalāt al-ẓuhr, la preghiera quotidiana obbligatoria di mezzogiorno.